# French Open 1988
Die 87. French Open 1988 waren ein Tennis-Sandplatzturnier der Klasse Grand Slam, das von der ITF veranstaltet wurde. Es fand vom 23. Mai bis 5. Juni 1988 in Roland Garros, Paris, Frankreich statt.
Titelverteidiger im Einzel waren Ivan Lendl bei den Herren sowie Steffi Graf bei den Damen. Im Herrendoppel waren Anders Järryd und Robert Seguso, im Damendoppel Martina Navratilova und Pam Shriver und im Mixed Pam Shriver und Emilio Sánchez Vicario die Titelverteidiger.

## Herreneinzel

### Setzliste
| Nr. | Spieler       | Erreichte Runde |
| --- | ------------- | --------------- |
| 01. | Ivan Lendl    | Viertelfinale   |
| 02. | Stefan Edberg | Achtelfinale    |
| 03. | Mats Wilander | Sieg            |
| 04. | Pat Cash      | Achtelfinale    |
| 05. | Boris Becker  | Achtelfinale    |
| 06. | Yannick Noah  | Achtelfinale    |
| 07. | Kent Carlsson | Achtelfinale    |
| 08. | Tim Mayotte   | 2. Runde        |

| Nr. | Spieler                | Erreichte Runde |
| --- | ---------------------- | --------------- |
| 09. | Andre Agassi           | Halbfinale      |
| 10. | Anders Järryd          | 1. Runde        |
| 11. | Henri Leconte          | Finale          |
| 12. | Emilio Sánchez Vicario | Viertelfinale   |
| 13. | Andrés Gómez           | 2. Runde        |
| 14. | Andrei Tschesnokow     | Viertelfinale   |
| 15. | Guillermo Pérez Roldán | Viertelfinale   |
| 16. | John McEnroe           | Achtelfinale    |

## Dameneinzel

### Setzliste
| Nr. | Spielerin            | Erreichte Runde |
| --- | -------------------- | --------------- |
| 01. | Steffi Graf          | Sieg            |
| 02. | Martina Navratilova  | Achtelfinale    |
| 03. | Chris Evert          | 3. Runde        |
| 04. | Gabriela Sabatini    | Halbfinale      |
| 05. | Manuela Maleeva      | 3. Runde        |
| 06. | Helena Suková        | Viertelfinale   |
| 07. | Claudia Kohde-Kilsch | 3. Runde        |
| 08. | Hana Mandlíková      | 2. Runde        |

| Nr. | Spielerin        | Erreichte Runde |
| --- | ---------------- | --------------- |
| 09. | Lori McNeil      | 3. Runde        |
| 10. | Zina Garrison    | Achtelfinale    |
| 11. | Katerina Maleewa | 1. Runde        |
| 12. | Raffaella Reggi  | 2. Runde        |
| 13. | Natallja Swerawa | Finale          |
| 14. | Sandra Cecchini  | 3. Runde        |
| 15. | Sylvia Hanika    | Achtelfinale    |
| 16. |                  |                 |

## Herrendoppel

### Setzliste
| Nr. | Paarung                             | Erreichte Runde |
| --- | ----------------------------------- | --------------- |
| 01. | Ken Flach Robert Seguso             | Viertelfinale   |
| 02. | John Fitzgerald Anders Järryd       | Finale          |
| 03. | Guy Forget Tomáš Šmíd               | 1. Runde        |
| 04. | Jorge Lozano Todd Witsken           | Viertelfinale   |
| 05. | Laurie Warder Blaine Willenborg     | Achtelfinale    |
| 06. | Andrés Gómez Emilio Sánchez Vicario | Sieg            |
| 07. | Kelly Evernden Johan Kriek          | 2. Runde        |
| 08. | Rick Leach Jim Pugh                 | Viertelfinale   |

| Nr. | Paarung                        | Erreichte Runde |
| --- | ------------------------------ | --------------- |
| 09. | Paul Annacone Brad Drewett     | Achtelfinale    |
| 10. | Andy Kohlberg Robert Van’t Hof | 1. Runde        |
| 11. | Joakim Nyström Mikael Pernfors | Achtelfinale    |
| 12. | Wally Masur Mark Woodforde     | Halbfinale      |
| 13. | Pieter Aldrich Danie Visser    | 1. Runde        |
| 14. | Steve Denton Sherwood Stewart  | 2. Runde        |
| 15. | Martin Davis Tim Pawsat        | Achtelfinale    |
| 16. | Jeremy Bates Peter Lundgren    | 1. Runde        |

## Damendoppel

### Setzliste
| Nr. | Paarung                                | Erreichte Runde |
| --- | -------------------------------------- | --------------- |
| 01. | Martina Navratilova Pam Shriver        | Sieg            |
| 02. | Claudia Kohde-Kilsch Helena Suková     | Finale          |
| 03. | Steffi Graf Gabriela Sabatini          | Halbfinale      |
| 04. | Lori McNeil Betsy Nagelsen             | Achtelfinale    |
| 05. | Katrina Adams Zina Garrison            | Viertelfinale   |
| 06. | Elise Burgin Hana Mandlíková           | Achtelfinale    |
| 07. | Catarina Lindqvist Tine Scheuer-Larsen | 2. Runde        |
| 08. | Catherine Suire Catherine Tanvier      | Viertelfinale   |

| Nr. | Paarung                                    | Erreichte Runde |
| --- | ------------------------------------------ | --------------- |
| 09. | Natalia Bykova Natallja Swerawa            | Achtelfinale    |
| 10. | Penny Barg Mercedes Paz                    | 2. Runde        |
| 11. | Jenny Byrne Janine Thompson                | Viertelfinale   |
| 12. | Rosalyn Fairbank Peanut Louie Harper       | 2. Runde        |
| 13. | Isabelle Demongeot Nathalie Tauziat        | Achtelfinale    |
| 14. | Nathalie Herreman Pascale Paradis          | Viertelfinale   |
| 15. | Manon Bollegraf Marianne van der Torre     | 2. Runde        |
| 16. | Anna-Maria Fernández Christiane Jolissaint | 1. Runde        |

## Mixed

### Setzliste
unbekannt

## Juniorendoppel

### Setzliste
| Nr. | Paarung                           | Erreichte Runde |
| --- | --------------------------------- | --------------- |
| 01. | Patricio Arnold Gustavo Carbonari | 1. Runde        |
| 02. | Jason Stoltenberg Todd Woodbridge | Sieg            |